# Castell de Sallent
El castell de Sallent és una fortificació en ruïnes dalt d'un petit turó al sud de la població de Sallent (Bages). D'estil romànic, poden apreciar-se encara notables restes de murs i mitges torres rodones. Prop de les ruïnes del castell, hi ha l'antiga església parroquial de Sant Sebastià, que és la rotonda romànica més gran de Catalunya. És una obra declarada bé cultural d'interès nacional.

## Història
És un castell termenat documentat el 1023. Del "kastrum quod dicunt Sallent" hi ha referència, el 1023, quan la comtessa Ermessendis, vídua del comte Ramon Borrell, l'empenyora a Bernat Sendred. Ella l'hauria rebut com a dot del marit. Bernat Sendfed era fill de Sendred de Gurb, i, de fet, el castell de Sallent i el seu terme restaren en poder de la família Gurb-Queralt fins al 1209. Consta, per al 1032, que el "castro Sallent" família Gurb-Queralt fins al 1209. Consta, per al 1032, que el "castro Sallent" estava situat en el comtat de Manresà.
Coetàniament, compareix el llinatge dels Sallent, relacionat amb la castlania (diguem: una segona castlania, si considerem la dependència dels Gurb-Queralt als comtes de Barcelona, per aquest castell). El 22 setembre de 1209 Berenguer III de Queralt i muller tornaren al rei, Pere el Catòlic, el castell de Sallent i l'estàtica de Sant Ponç, del mateix terme. Per una permuta, el 1246 el rei Jaume el Conqueridor transmet aquest castell al bisbe de Vic, el qual també adquirí, el 1253, el dret que hi posseïa el castlà, Pere de Santa Coloma. El domini episcopal durà ací fins a la desaparició dels dominis senyorials, el 1812. Es compten com a feudataris del castell els noms de Calders, Talamanca i Santa Coloma.
En 1358, "en lo castell de Sallent" hi havia 42 focs; evidentment, ja la notícia concerneix la vila, situada quelcom distant. En la guerra de la Generalitat contra el rei Joan II, la vila és esmentada, però no pas el castell, com a lloc de recollida dels "pagesos e habitadors dels mascs" de l'entorn.

## Arquitectura
Al sud de la població de Sallent, al puig conegut com a Sant Sebastià, trobem les ruïnes de l'antic castell de Sallent i l'església reconstruïda de Sant Esteve. Les restes conservades comprenen part dels murs de tancament del recinte sobirà, situades a la part alta del turó, i de la muralla del recinte jussà juntament amb les bestorres de planta quadrada que funcionaven amb aquesta, de les quals se'n distingeixen quatre. Aquestes restes corresponen a les remodelacions fetes el segle xiv.
L'església de sant Sebastià de Sallent és un singular edifici de grans dimensions de planta circular amb un absis i dues absidioles, totes semicirculars. A l'interior, al costat esquerre de l'absidiola de tramuntana trobem un nínxol semicircular obert en el gruix del mur. Els tres absis presenten decoració d'arcuacions sota el ràfec de la teulada i a la part central dels tambors s'obren finestres de doble esqueixada.

## Galeria d'imatges

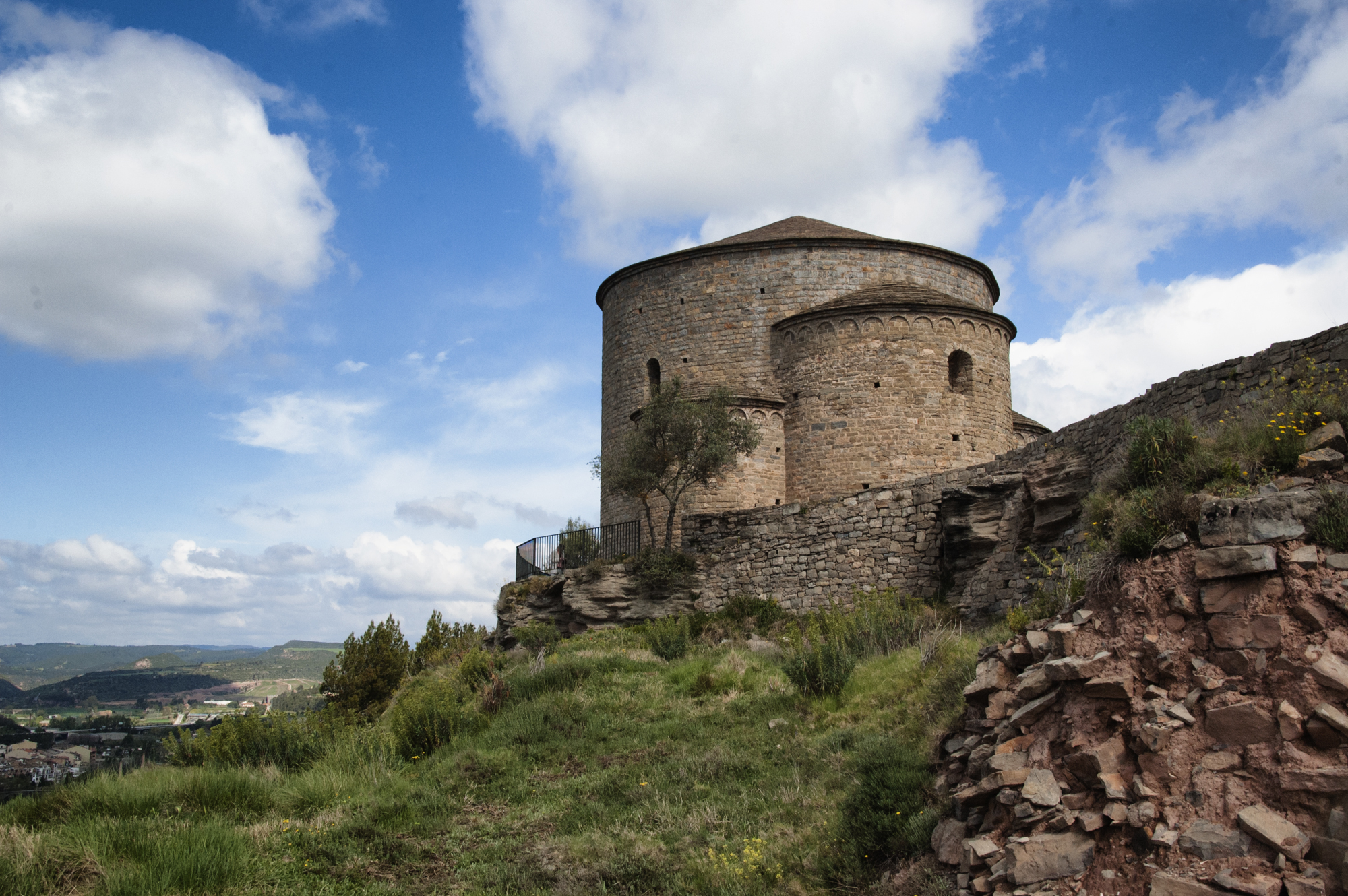
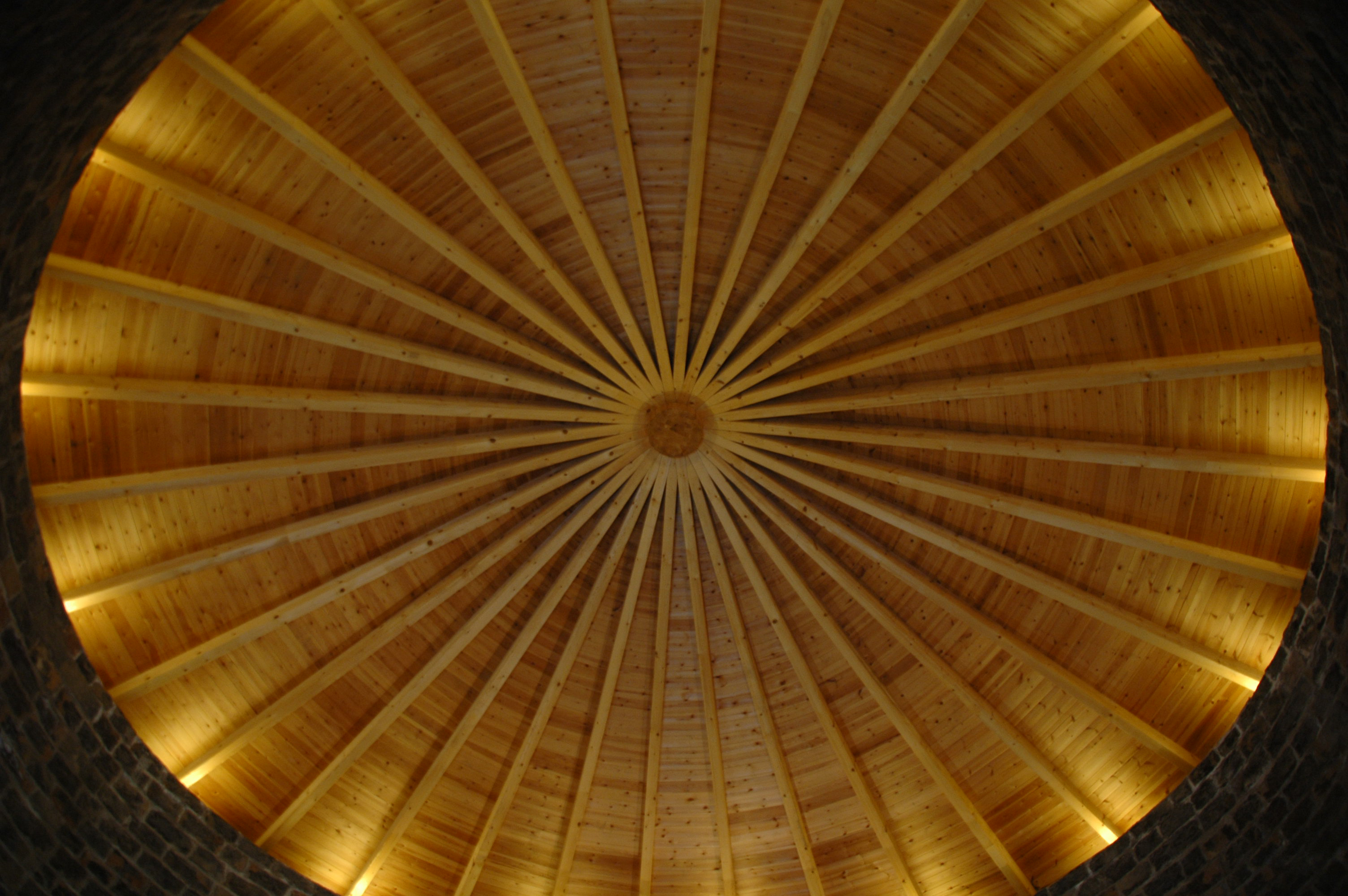
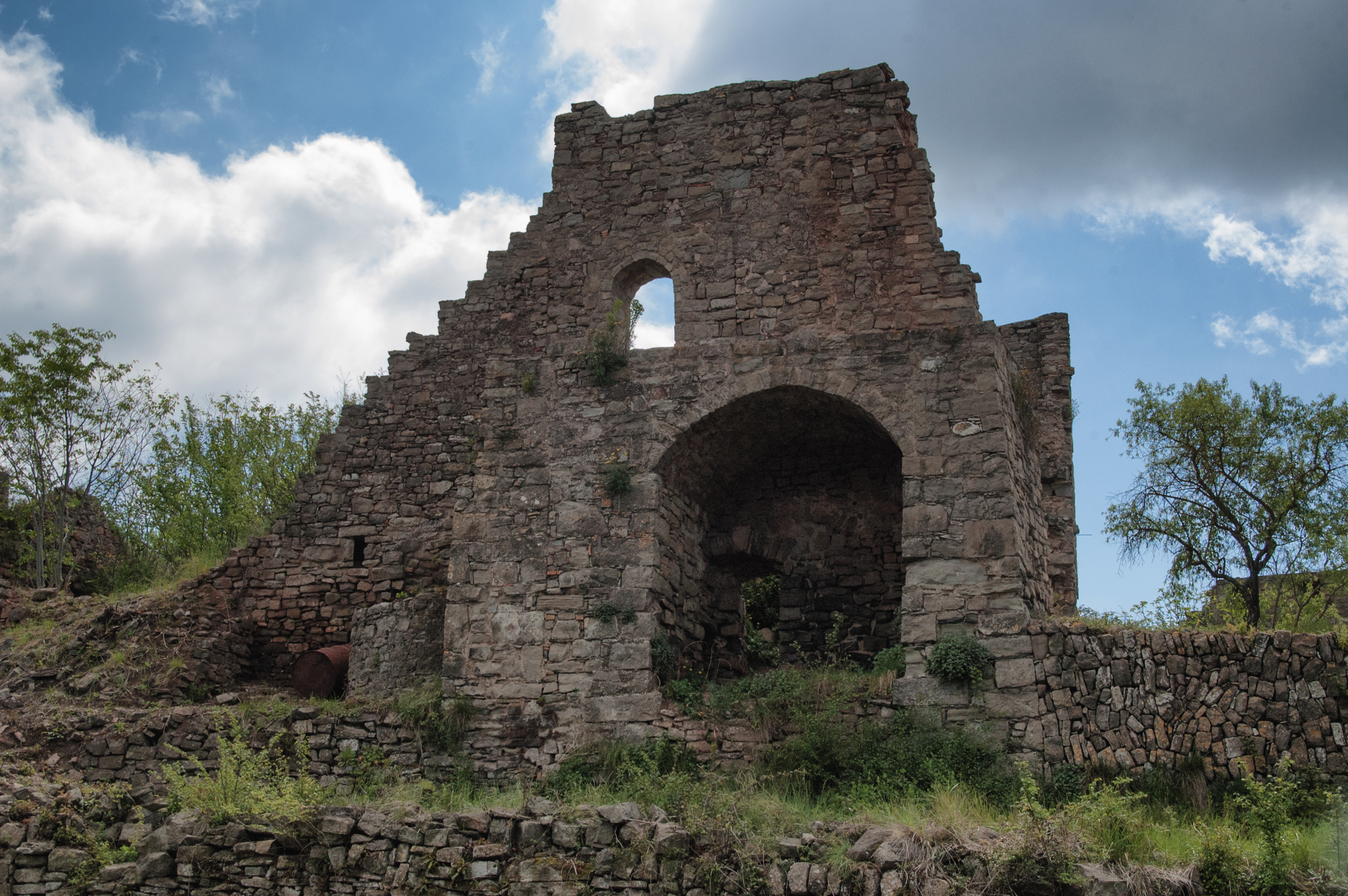
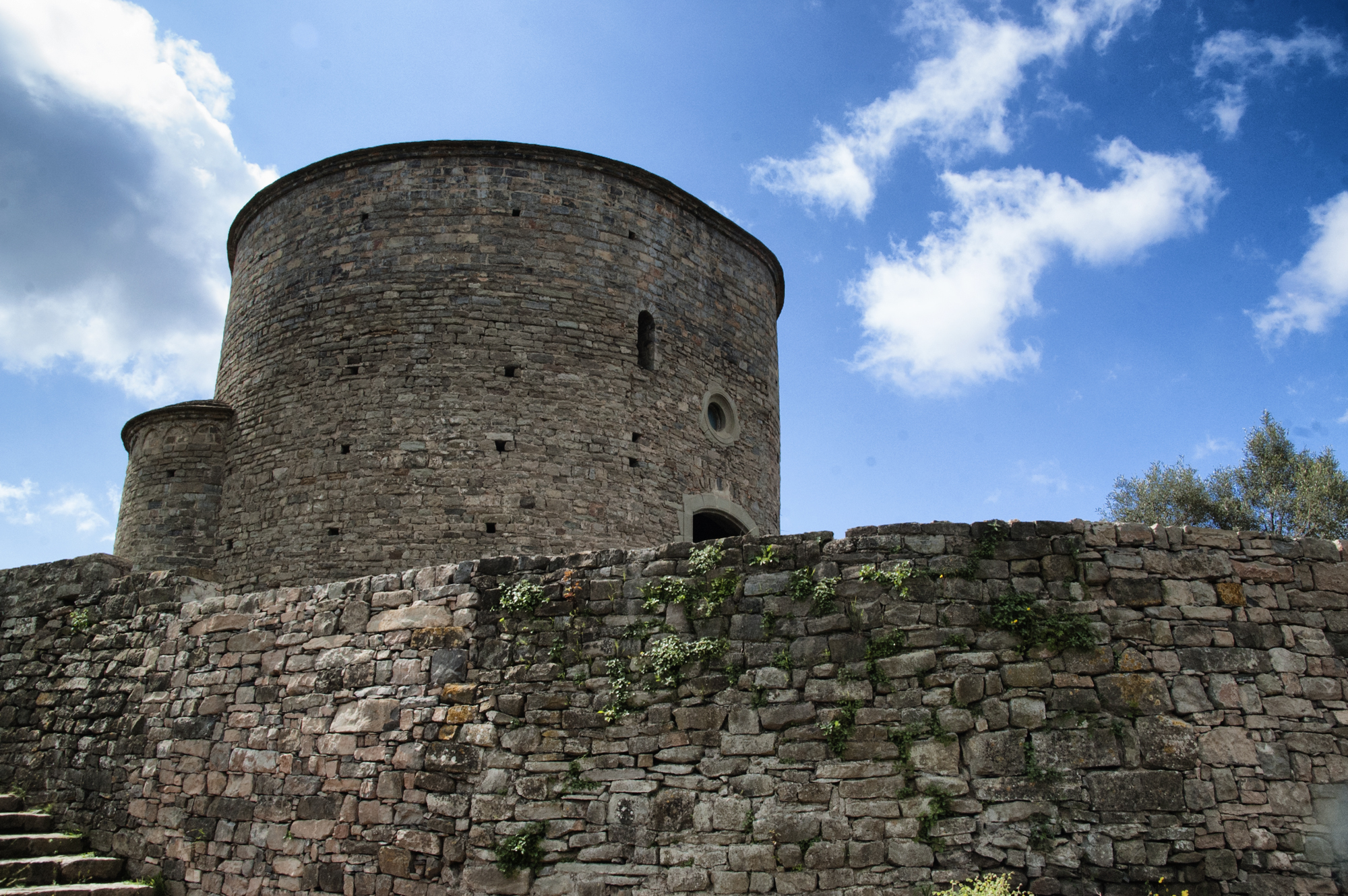